# 厦门轨道交通4号线
厦门轨道交通4号线是中华人民共和国福建省厦门市正在建设中的一条城市轨道交通线路，标识色原为蔚海蓝，后改为活力红；标示符号为中华白海豚。路线始自嵩屿码头站，终至翔安机场站，橫跨厦门四区。时速為120km/h，預計為厦门轨道交通系统中速度最快的一条线路。线路长69.6公里，亦是目前厦门地铁规划中最长的线路。支持最高运行等级GoA4。

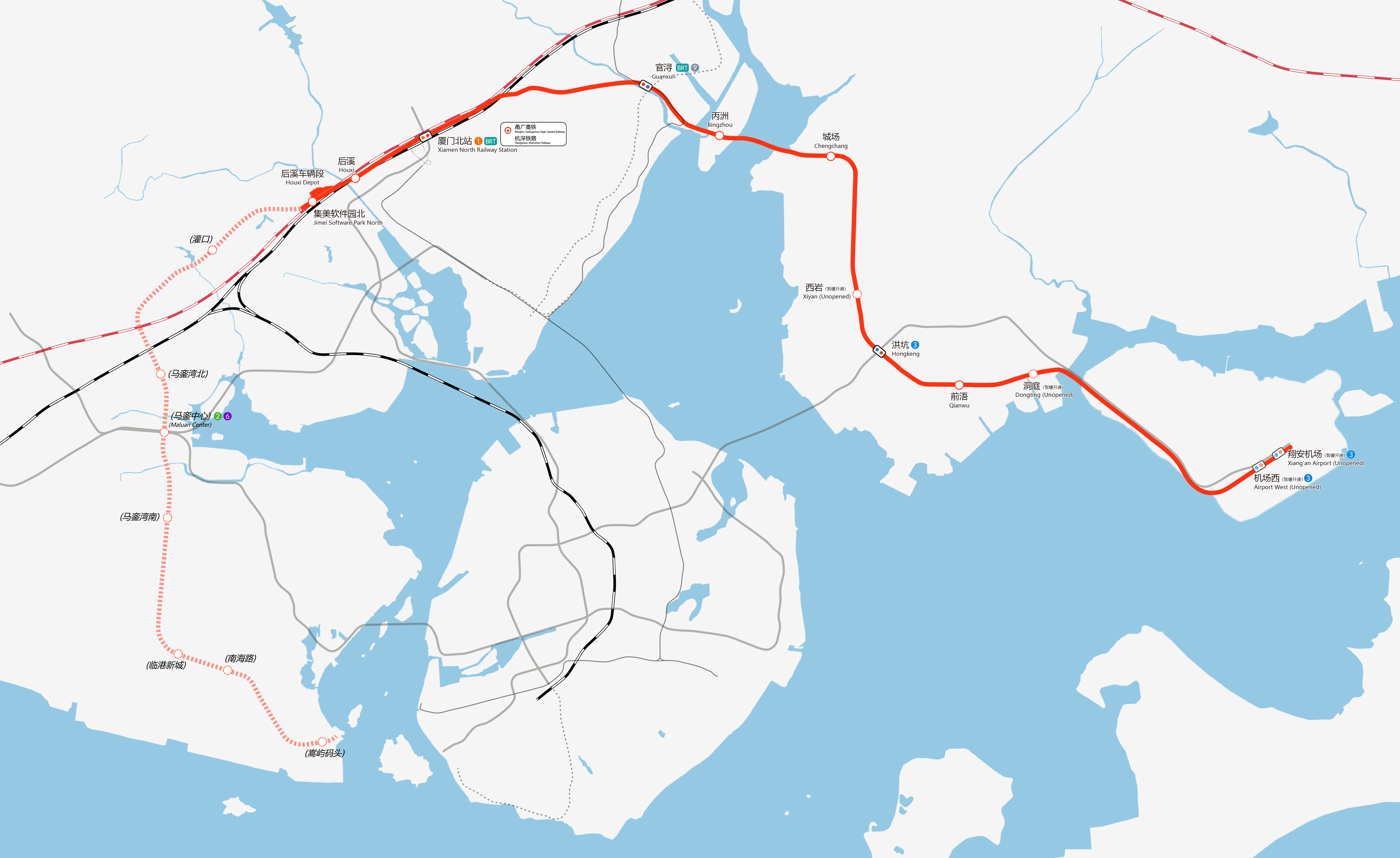
厦门地铁4号线实际走向图，含在建的集美软件园北—翔安机场区间和待建的嵩屿码头—集美软件园北区间。

## 歷史
厦门轨道交通4号线的线路走向规划最初在2015年5月公开，线路从翔安机场出发，经翔安南部新城、同安新城，最后到达厦门北站。9月17日，厦门地铁发布了新版环境影响评价公众意见征询稿，4号线在之前的基础上从厦门北站向西延伸进入海沧区，终于海沧港嵩屿码头站。2016年10月8日，《厦门市城市轨道交通第二期建设规划（2016-2022年）》获国家发改委批准建设，其中包括了当时的4号线全线。2017年6月13日，路线一期工程开始在厦门市环保局网站上进行环评公示。同年，厦门市轨道建设总指挥部在召开会议后，决定西延一期工程起点，并增设软三东、机场西两站。
4号线建设分為多期進行，其中第一期为软三东站至翔安机场站，第二期则为马銮湾南站至软三东站，马銮湾南站至嵩屿码头站的建设规划待定。作为第一期控制性工程的厦门北站至同安食品工业园市政隧道，在2015年12月26日实施围挡，28日正式开工。
2024年7月19日，4号线首列车下线。同年8月1日，4号线首列车到达车辆段。11月21日，4号线软三东站至汪厝站段接触网完成通电，列车在26日上线开始动态调试。

## 车站
| 厦门轨道交通4号线车站列表 |                              |              |          |                          |                  |            |          |
| 分期                      | 车站名称                     | 英文名       | 车站类型 | 与前站距（米）           | 站点位置         | 换乘线路   | 开通日期 |
| 待列入建设规划            | 嵩屿码头                     |              |          |                          | 海沧区           |            | 规划中   |
| 待列入建设规划            | 南海路                       |              |          |                          | 海沧区           |            | 规划中   |
| 待列入建设规划            | 临港新城                     |              |          |                          | 海沧区           |            | 规划中   |
| 二期工程                  |                              |              |          |                          | 海沧区           |            | 规划中   |
| 马銮湾南                  |                              | 地下站台     |          |                          | 海沧区           |            | 规划中   |
| 马銮中心                  | Maluan Center                | 地下站台     |          | █ 2号线 █ 6号线 （在建） | 海沧区           |            | 规划中   |
| 马銮湾北                  |                              | 地下站台     |          |                          |                  |            | 规划中   |
| 灌口                      |                              | 地下站台     |          | 集美区                   |                  |            | 规划中   |
| 集美软件园                |                              | 地下站台     |          | 集美区                   |                  |            | 规划中   |
| 一期工程                  |                              |              |          | 集美区                   |                  |            |          |
| 集美软件园北              | Jimei Software Park North    | 高架岛式站台 | -        | 集美区                   |                  | 预计2026年 |          |
| 后溪                      | Houxi                        | 高架岛式站台 |          | 集美区                   |                  | 预计2026年 |          |
| 厦门北站                  | Xiamen North Railway Station | 地下岛式站台 |          | 集美区                   | █ 1号线          | 预计2026年 |          |
| 官浔                      | Guanxun                      | 高架侧式站台 |          | 同安区                   | █ 9号线 （在建） | 预计2026年 |          |
| 丙洲                      | Bingzhou                     | 高架侧式站台 |          | 同安区                   |                  | 预计2026年 |          |
| 城场                      | Chengchang                   | 高架侧式站台 |          | 翔安区                   |                  | 预计2026年 |          |
| 西岩                      | Xiyan                        | 地下岛式站台 |          | 翔安区                   |                  | 预计2026年 |          |
| 洪坑                      | Hongkeng                     | 地下岛式站台 |          | 翔安区                   | █ 3号线          | 预计2026年 |          |
| 前浯                      | Qianwu                       | 地下岛式站台 |          | 翔安区                   |                  | 预计2026年 |          |
| 洞庭                      | Dongting                     | 地下岛式站台 |          | 翔安区                   |                  | 预计2026年 |          |
| 机场西                    | Airport West                 | 地下岛式站台 |          | 翔安区                   | █ 3号线 （在建） | 预计2026年 |          |
| 翔安机场                  | Xiang'an Airport             | 地下岛式站台 |          | 翔安区                   | █ 3号线 （在建） | 预计2026年 |          |
| 一期东延段                | 机场东                       | Airport East |          | 翔安区                   |                  |            | 规划中   |

## 未来发展
2022年8月，厦门市自然资源和规划局公示了《厦门市城市轨道交通线网规划（2020-2035 年）》的草案，向公众征求意见。在该草案中，厦门轨道交通4号线将在一期基础上从翔安机场站东延，增设机场东站。10月8日海峡导报记者获悉，4号线二期项目改为软三东站至马銮湾南站，原在马銮湾以北至厦门北站以西用高架敷设的线路改在地下敷设，马銮湾南站与嵩屿码头站区间的建设规划不明。